# Honoré d'Albert (1581–1649)
Honoré d'Albert (francouzsky Honoré d'Albert d'Ailly, duc de Chaulnes, vidame d'Amiens, seigneur de Cadenet) (1581 Mornas, Francie – 30. října 1649 Paříž) byl francouzský šlechtic, vojevůdce, diplomat a politik. Do vysokých úřadů a hodností se dostal díky staršímu bratru vévodovi de Luynes, který byl vlivným favoritem Ludvíka XIII. Bez zvláštních zásluh dosáhl již v roce 1619 hodnosti maršála Francie, teprve potom se prosadil jako vojevůdce během třicetileté války. Jako nositel titulu vévody de Chaulnes (1621) se stal zakladatelem mladší rodové linie.

## Životopis

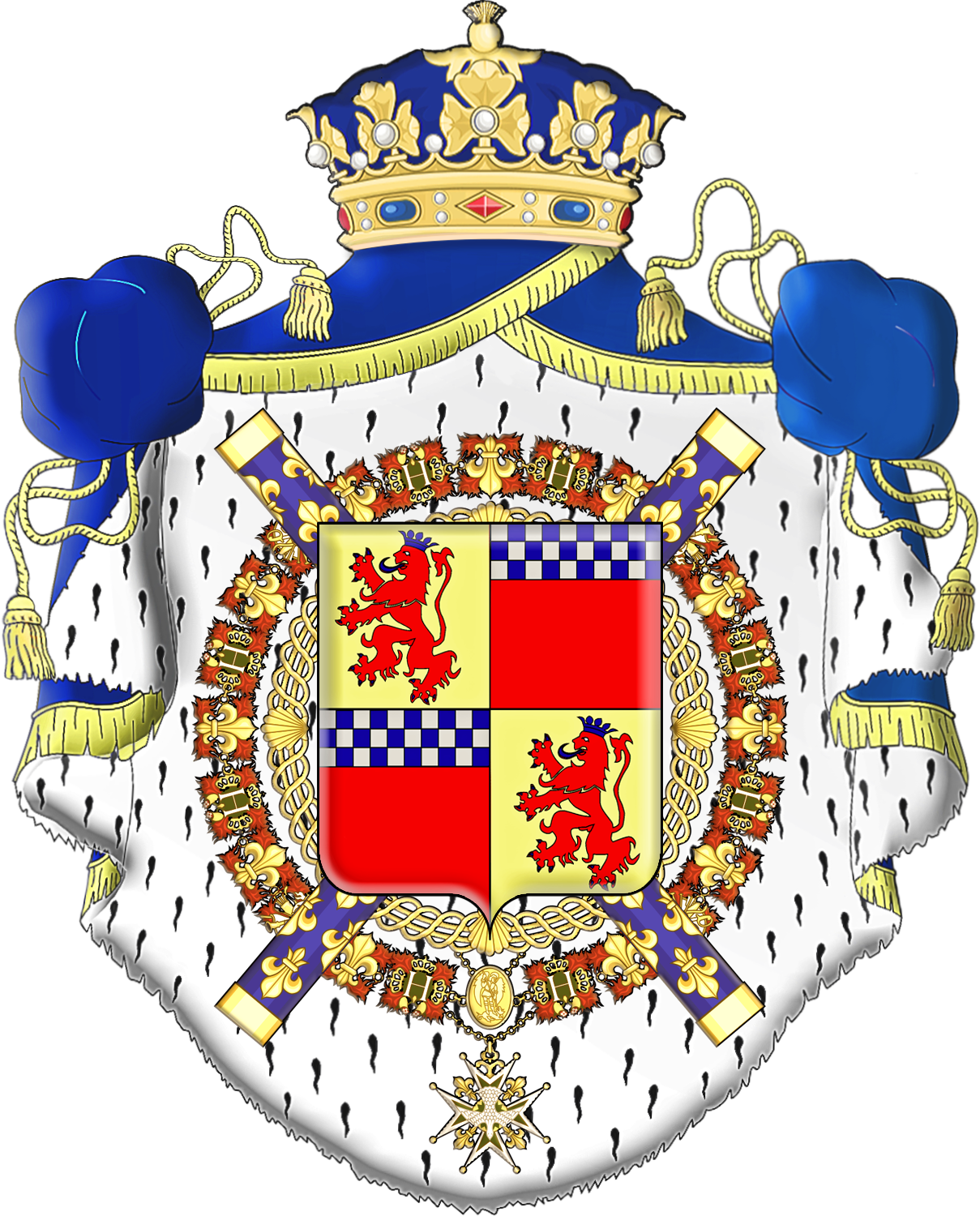
Erb vévody de Chaulnes s insigniemi maršála Francie a rytíře Řádu sv. Ducha

Pocházel ze starého šlechtického rodu připomínaného od 12. století, byl mladším synem Honoré d'Alberta (1540–1592), důstojníka královského dělostřelectva. V mládi užíval titul seigneur de Cadenet, jeho kariéra začala až po roce 1616, kdy se starší bratr Charles stal favoritem Ludvíka XIII. Svého bratra zastupoval ve správě Pikardie, od roku 1617 velel jako plukovník (mestre-de-camp) v Normandii. V roce 1619 byl povýšen na maršála Francie a v roce 1621 obdržel titul vévody de Chaulnes. Po bratrově smrti převzal velení pevnosti v Amiensu (s tím také získal zřídka užívaný šlechtický titul vidam, později bojoval v Pikardii proti povstalcům a španělským vojákům. Zastával také čestné hodnosti u dvora a v roce 1630 byl vyslancem v Anglii. Naposledy aktivně bojoval v roce 1640, kdy se zúčastnil úspěšného obléhání Arrasu. V roce 1645 rezignoval na post guvernéra v Pikardii a získal úřad místodržitele v Auvergne. Na sklonku života byl také doyenem maršálů Francie, dále byl nositelem

## Rodina
V roce 1620 se oženil s Claire Charlotte d'Ailly (1606–1681), dědičkou panství Chaulnes. Její dědictví převzal s podmínkou přijetí jména a erbu rodu d'Ailly. Na základě manželství byl v roce 1621 povýšen na vévodu de Chaulnes s právem paira. Z jejich manželství pocházelo sedm dětí, z toho byly čtyři dcery, všechny byly jeptiškami a abatyšemi významných klášterů. Dědicem rodových titulů byl předčasně zemřelý syn Henri Louis d'Albert d'Ailly, vévoda de Chaulnes (1620–1653), po něm pak jeho mladší bratr Charles d'Albert d'Ailly, vévoda de Chaulnes (1625–1698), který v armádě dosáhl hodnosti generálporučíka.